# میلیت عرضی
میلیت عرضی (به انگلیسی: Transverse myelitis) یک عارضه عصب‌شناسی است که به دلیل التهاب در طناب نخاعی روی می‌دهد. این التهاب می‌تواند بر اثر عفونت، اختلال دستگاه ایمنی یا آسیب رسیدن به رشته‌های عصبی باشد که موجب از دست دادن غلاف‌های میلین می‌شود. این موجب کاهش سرعت هدایت در سیستم عصبی می‌شود. چون در این بیماری التهاب به تمام عرض طناب نخاعی سرایت می‌کند، میلیت عرضی می‌گویند.
میلیت عرضی جزئی یا میلیت جزئی عنوانی است برای توصیف این بیماری زمانی که بخشی از عرض طناب نخاعی دچار التهاب شده‌است.